# Királyi bánásmód
A Királyi bánásmód (eredeti cím: The Royal Treatment) 2022-ben bemutatott amerikai romantikus film, amelyet Rick Jacobson rendezett. A főszerepben Laura Marano és Mena Massoud látható. A filmet 2022. január 20-án mutatta be a Netflix.

## Cselekmény
Isabella, akit Izzy-nek hívnak, fodrász. Egy nap a szalonjában lévő mikrohullámú sütő tüzet okoz. A szalon főbérlőjének asszisztense, Doug megkéri Izzy-t, hogy fizesse ki az okozott kárt, ezért Izzy odaadja a világutazásra félretett pénzét.
Lavánia hercege, Thomas megkéri asszisztensét, Waltert, hogy ütemezzen be egy hajvágást. Walter tévedésből felhívja Izzy szalonját, és azt mondja neki, hogy 500 dollárt fog kapni a hajvágásért. Izzy beleegyezik. Amikor találkozik a herceggel, és elkezdi vágni a haját, egy házvezetőnő jön a teával, és véletlenül elejti. Izzy felháborodik azon, hogy milyen rosszul bánnak a házvezetőnővel, és anélkül távozik, hogy befejezné a herceg hajvágását. Visszatér a szalonba, ahol Thomas bejön, hogy befejezze a hajvágást. Ezután Izzy beleegyezik, hogy visszakíséri a herceget a metróig, és ketten együtt töltik a vidám estét.
Másnap Thomas, a menyasszonya, Lauren és az édesanyja megbeszélik, hogy kit vegyenek fel sminkesnek az esküvőre. Walter Izzy szalonját ajánlja. Lauren és az anyja beleegyeznek, Izzy és a barátai pedig elutaznak Lavaniába. A királyi esküvőért 50 ezer dollárt kapnak fizetségként. Egy másik asszisztens, Madam Fabre teszteli sminkelési képességeiket. Izzy átmegy, de a munkatársai nem, ezért Madam Fabre kiképzi őket. Izzy elmegy a tartományba, Thomas pedig elkíséri. Jól szórakoznak az Uber de glaresben, amelyet a királyiak a város "veszélyes" részének tartanak.
Másnap Thomas kijelenti a családjának, hogy többet szeretne tenni a helyiekért. Izzy arra buzdítja a helyieket, hogy adományozzanak a kevésbé szerencsés gyerekeknek azzal, hogy a kastély kapujában hagynak tárgyakat. Lauren elmondja Thomasnak, hogy szeretné, ha az új birtokuk egy része a munkastúdiója számára lenne. Thomas megtalálja az őrházat, amely tele van a gyerekeknek adományozott játékokkal. Úgy dönt, hogy néhány királyi bútort is adományoz, amelyeket a királynő kidobott. Izzy és Thomas elviszik a játékokat és néhány királyi bútort az árvaházba.
Lauren anyja megjegyzi, hogy Thomas és Izzy túl közel kerülnek egymáshoz. Lauren nem aggódik, megjegyzi, hogy inkább az üzleti ötleteire koncentrál, minthogy hozzámegy egy olyan emberhez, akit alig ismer. Amikor egy róluk készült fotó bekerül az újságokba, Izzy-t megkérik, hogy távozzon. Kiderül, hogy a király és a királynő azért akarja, hogy Thomas feleségül vegye Laurent, mert a családja segíthetne nekik kimászni az adósságból.
Az esküvő napján Walter elmondja Thomasnak, hogy tudja, Thomas szerelmes Izzybe. Thomas azt mondja Laurennek, hogy nem veheti feleségül. A lány megkönnyebbül, mivel ő sem akar férjhez menni. Izzy visszatérve azt tapasztalja, hogy a szalonban nagy tűz ütött ki. Amikor Doug felkeresi, hogy pénzt kérjen, Izzy elmondja neki, hogy beszélt a tulajdonossal, aki tavaly elvárta Dougtól, hogy újrakábelezze az ingatlant. A család terveket sző a szalon felújítására, de Izzy közli velük, hogy nem akar tovább a szalonban dolgozni, helyette inkább a helyi közösségi központ igazgatói állását választja.
Ahogy Izzy a háza tűzoltókijáratából az útra néz, lópatákat hall. Thomas herceg lovagol Izzy házához, és bevallja neki az érzéseit. Megcsókolják egymást.

## Szereplők
| Szerep             | Színész                  | Magyar hang        |
| ------------------ | ------------------------ | ------------------ |
| Isabelle „Izzy”    | Laura Marano             | Rudolf Szonja      |
| Thomas herceg      | Mena Massoud             | Miller Dávid       |
| Destiny            | Chelsie Preston Crayford | Györfi Anna        |
| Lola               | Grace Bentley-Tsibuah    | Tamási Nikolett    |
| Walter             | Cameron Rhodes           | Kassai Károly      |
| Doug               | Jay Simon                | Dózsa Zoltán       |
| Madame Fabre       | Sonia Gray               | Kisfalvi Krisztina |
| Nonna              | Elizabeth Hawthorne      | Molnár Zsuzsa      |
| Valentina          | Amanda Billing           | Pápai Erika        |
| Nate               | James Gaylyn             | Törköly Levente    |
| John király        | Paul Norell              | Papp János         |
| Catherine királynő | Teuila Blakely           | Ősi Ildikó         |
| Ruth LaMott        | Jacque Drew              | Bertalan Ágnes     |
| Lauren LaMott      | Phoenix Connolly         | Mentes Júlia       |
| Buddy LaMott       | Matthew E. Morgan        | Németh Gábor       |

## A film készítése
A forgatás 2021 februárjában kezdődött az új-zélandi Dunedinben és Oamaruban. A filmgyártásban 30 színész, 100 statiszta és egy jelentős filmes stáb vett részt. Nevezetes forgatási helyszínek közé tartozott a Vogel Street (amely New York City-t helyettesítette), a Fable Dunedin Hotel, a Larnach Castle és az Olveston Historic Home (az utóbbi kettő a Lavania királyi palotát helyettesítette), az Otago félsziget, az Otagói Egyetem hivatali épülete és Oamaru viktoriánus korabeli lakónegyede.
A film 2022. január 20-án jelent meg a Netflixen.